# Jack Williamson

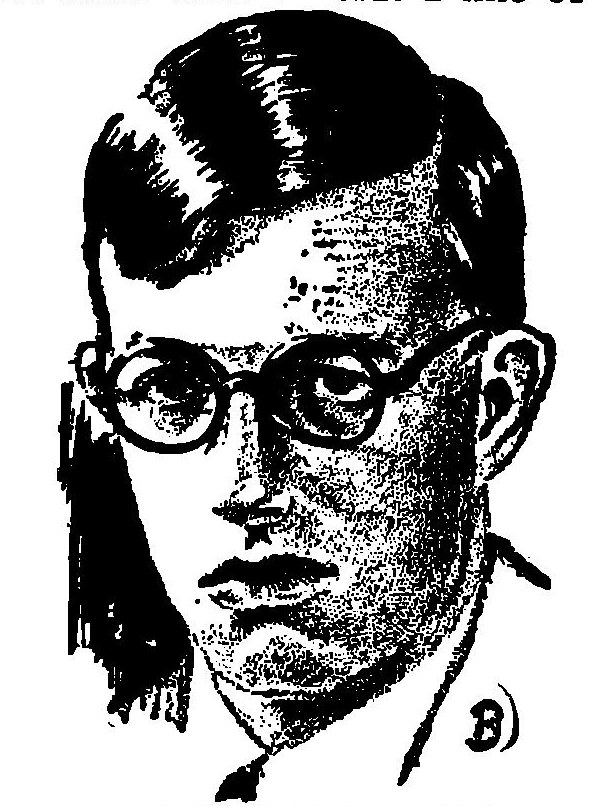
Jack Williamson (um 1929)

John Stuart „Jack“ Williamson (* 29. April 1908 in Bisbee, Arizona Territory; † 10. November 2006 Portales, New Mexico) war ein US-amerikanischer Science-Fiction-, Fantasy- und Horror-Autor.

## Leben
Williamson verbrachte seine Kindheit auf einer Farm im westlichen Texas. 1915 zog die Familie mit ihren fünf Kindern nach New Mexico. Nach Anfangsschwierigkeiten entstand eine Ranch, die noch heute existiert. Der Junge Jack erkannte schnell, dass er weder Farmer noch Rancher werden wollte, und bildete sich neben der Schule vor allem in der örtlichen Bibliothek autodidaktisch weiter, was ihn rasch zum Außenseiter werden ließ.
Etwa 1926 entdeckte Williamson Amazing Stories, eines der ersten der wenig später zahlreichen Pulp-Magazine, die sich auf Science-Fiction-, Abenteuer- oder Horrorstorys spezialisierten. Als Sammler und Fan beschloss er, selbst Schriftsteller zu werden. 1928 wurde Williamsons erste Kurzgeschichte The Metal Man veröffentlicht. Dies war der Auftakt zu einer schriftstellerischen Karriere, die sich über 78 Jahre erstreckte.
In den 1930er-Jahren gehörte Williamson zu den regelmäßigen und beliebten Autoren der zeitgenössischen amerikanischen Magazine, hatte jedoch nach wie vor große Schwierigkeiten im Umgang mit anderen Menschen. Selbst eine Psychoanalyse, der er sich in Topeka unterzog, linderte seine psychosomatischen Beschwerden nicht. Diese seelischen Probleme schlugen sich auch in seinem Schaffen nieder, etwa in Darker Than You Think. Nach einem Jahr Psychoanalyse meldete er sich 1942 zur US Air Force und wurde zum Ende des Krieges gegen Japan im Pazifik als Wetterbeobachter eingesetzt. Nach Kriegsende begegnete er seiner Jugendliebe Blanche Slaten wieder, heiratete sie 1947 und führte mit ihr eine glückliche Ehe, bis sie 1985 bei einem Autounfall starb.
In den 1950er-Jahren ging Williamson zurück auf die Universität. Er studierte Englisch an der Eastern New Mexico University in Portales, New Mexico, schloss mit dem Master ab und gehörte von 1960 bis 1977 dem dortigen Lehrkörper an. Seine Ausbildung setzte er fort und promovierte 1964 an der University of Colorado mit einer Arbeit über die frühen Arbeiten des Schriftstellers H. G. Wells. In Portales hatte er ab 1969 bis zu seiner Emeritierung 1977 eine Professur in Literaturwissenschaft inne. Er publizierte in seiner Zeit als Hochschullehrer seine Handreichungen, woraus die Science Fiction Research Association entstand, die heute noch die akademische Zeitschrift Science Fiction Studies herausgibt. Er half auch mit, eine der größten SF-Sammlungen von über 30.000 Bänden zusammenzutragen; sie trägt den Namen Jack Williamson Science Fiction Library.
1977 bis 1978 war er Präsident der SFWA. Trotz gesundheitlicher Probleme legte Williamson auch in den 1970er-, 1980er- und 1990er-Jahren regelmäßig neue Romane und Storys vor und gewann noch mit 93 Jahren sowohl den Nebula Award als auch den Hugo Award.
Sein Lebenswerk wurde 1996 durch die Aufnahme in die Science Fiction and Fantasy Hall of Fame gewürdigt.
Jack Williamson war der erste Schriftsteller, der bereits 1941 unter dem Titel „Collision Orbit“ eine Geschichte über Antimaterie veröffentlichte. Außerdem erfand er die Begriffe Terraforming (in Collision Orbit) und Genetic Engineering (in Dragon’s Island).

## Auszeichnungen
Für seine Werke wurde der Autor mehrfach ausgezeichnet:
- 1968: First Fandom Hall of Fame Award
- 1973: Pilgrim Award
- 1976: Nebula Award, Grand Master Award
- 1985: Hugo Award für das beste Non-Fiction-Buch Wonder’s Child
- 1985: Skylark Award
- 1986: Forry Award für sein Lebenswerk
- 1994: World Fantasy Award für sein Lebenswerk
- 1994: Big Heart Award
- 1998: Bram Stoker Award für sein Lebenswerk
- 2001: Nebula Award und Hugo Award für die beste Erzählung The Ultimate Earth (deutsch: Die ultimative Erde, 4. Kapitel des Romans Die Endzeit-Ingenieure)
- 2002: Campbell Award für den Roman Terraforming Earth (deutsch: Die Endzeit-Ingenieure)
- 2004: World Horror Grandmaster
- 2006: Robert A. Heinlein Award (zusammen mit Greg Bear)
- 2018: Prometheus Hall of Fame Award für die Erzählung With Folded Hands …

Der 1989 entdeckte Asteroid des mittleren Hauptgürtels (5516) 1989 JK erhielt 1994 auf Betreiben der SF-Schriftsteller Roger Zelazny und David Brin den offiziellen Namen (5516) Jawilliamson. Ein weiterer nach Jack Williamson benannter Asteroid war der 2003 entdeckte (235281) 2003 UV17 des äußeren Hauptgürtels, der 2011 den Namen (235281) Jackwilliamson erhielt, den Namen jedoch 2023 wieder verlor.

## Bibliografie
Sind bei den Originalausgaben zwei Erscheinungsjahre angegeben, so ist das erste das des Erstdrucks und das zweite das der Erstausgabe (als Buch).
Wird bei Kurzgeschichten als Quelle nur Titel und Jahr angegeben, so findet sich die vollständige Angabe bei der entsprechenden Sammelausgabe.

### Serien
Die Serien sind nach dem Erscheinungsjahr des ersten Teils geordnet.
Legion of Space
- 1 The Legion of Space (1934, 1947)
  - Deutsch: Wächter des Alls. Übersetzt von Waldemar Fischer. Pabel (Utopia Grossband #53), 1957. Auch als: Wächter des Alls. Übersetzt von Andreas Brandhorst. Moewig (Moewig Science Fiction #3643), 1984, ISBN 3-8118-3643-9.
- 2 The Cometeers (1936, 1950)
  - Deutsch: Der Geist der Legion. Übersetzt von Rainer Eisfeld. Balowa / Gebrüder Zimmermann (Balowa Bestseller des Kosmos), 1959. Auch als: Der grüne Komet. Übersetzt von Andreas Brandhorst. Moewig (Moewig Science Fiction #3645), 1984, ISBN 3-8118-3645-5.
- 3 One Against the Legion (1939, 1950)
  - Deutsch: Der einsame Weg. Übersetzt von Rainer Eisfeld. Balowa / Gebrüder Zimmermann (Balowa Bestseller des Kosmos #167), 1959. Auch als: Moewig (Terra #156), 1961. Auch als: Einer gegen die Legion. Übersetzt von Andreas Brandhorst. Moewig (Moewig Science Fiction #3655), 1984, ISBN 3-8118-3655-2.
- 4 The Queen of the Legion (1983)
  - Deutsch: Königin der Legion. Moewig Science Fiction #3756, 1987, ISBN 3-8118-3756-7.
- The Cometeers (1950, Sammelausgabe von 2 und 3)
- Nowhere Near (1967, Kurzgeschichte)
  - Deutsch: Nirgendsnahe. In: Einer gegen die Legion. 1984.
- Three from the Legion (1979, Sammelausgabe von 1 bis 3)
- The Luck of the Legion (2002, Kurzgeschichte)

Humanoids
- With Folded Hands … (1947, Kurzgeschichte)
  - Deutsch: Die perfekten Automaten. Übersetzt von Birgit Reß-Bohusch. In: Robert Silverberg (Hrsg.): Menschen und Maschinen. Moewig (Terra Taschenbuch #181), 1970. Auch als: Die Hände im Schoß. Übersetzt von Leni Sobez. In: Der Pandora-Effekt und andere Stories. 1970. Auch als: Die Humanoiden. Übersetzt von Uwe Anton. In: Wolfgang Jeschke, Ben Bova (Hrsg.): Titan 12. Heyne Science Fiction & Fantasy #3669, 1979, ISBN 3-453-30586-8. Auch als: Die Hände im Schoß. Übersetzt von Eva Malsch. In: Die besten Stories von Jack Williamson. 1980.
- The Humanoids (1949, auch als … And Searching Mind, 1948)
  - Deutsch: Wing 4. Rauch (Rauchs Weltraum-Bücher #2), 1952. Auch als: Goldmanns Weltraum Taschenbücher #03, 1962. Auch als: Heyne (Bibliothek der Science Fiction Literatur #54), 1986, ISBN 3-453-31219-8.
- The Humanoids (1980, Sammlung)
- The Humanoid Universe (1980, Kurzgeschichte)
- The Humanoid Touch (1980)
  - Deutsch: Das Wing 4 Syndrom. Übersetzt von Heinz Nagel. Moewig (Moewig Science Fiction #3617), 1983, ISBN 3-8118-3617-X.

Quarantine (Kurzgeschichten)
- The Man from Outside (1951)
- The Peddler’s Nose (1951)
  - Deutsch: Die Nase des Hausierers. In: Die besten Stories von Jack Williamson. 1980.
- The Greatest Invention (1951)
- Man Down (1952)
- The Happiest Creature (1953)
  - Deutsch: Das glücklichste Geschöpf. Übersetzt von Yoma Cap. In: Frederik Pohl, Wolfgang Jeschke (Hrsg.): Titan 1. Heyne Science Fiction & Fantasy #3487, 1976, ISBN 3-453-30357-1. Auch als: Das glücklichste Wesen. Übersetzt von Eva Malsch. In: Die besten Stories von Jack Williamson. 1980.
- The Trial of Terra (1962, Roman)
- A Planet for Plundering (1962)
  - Deutsch: Richtspruch über Terra. In: Walter Ernsting (Hrsg.): 9 Science Fiction-Stories. Heyne (Heyne-Anthologien #14), 1965.

Seetee (als Will Stewart)
- 1 Seetee Ship (1951)
  - Deutsch: Anti-Materie. Pabel (Utopia Grossband #71), 1958. Auch gekürzt als: Moewig (Terra Extra #103), 1958. Auch als: Antimaterie. Übersetzt von Thomas Schlück. Heyne (Heyne Science Fiction & Fantasy #3208), 1970.
- 2 Seetee Shock (1949, 1950)
  - Deutsch: Anti-Materie-Bombe. Pabel (Utopia Grossband #133), 1960. Auch als: Antimaterie-Bombe. Übersetzt von Thomas Schlück. Heyne (Heyne Science Fiction & Fantasy #3211), 1970.
- Collision Orbit (1942, Kurzgeschichte)
- Minus Sign (1942, Kurzgeschichte)
- Opposites - React! (1943, Kurzgeschichte)
- Seetee Ship / Seetee Shock (1972, Sammelausgabe von 1 und 2, auch als Seetee)

Jim Eden (Romantrilogie, mit Frederik Pohl)
- 1 Undersea Quest (1954)
  - Deutsch: Duell in der Tiefe. Pabel (Utopia Classics #4), 1979.
- 2 Undersea Fleet (1956)
  - Deutsch: Städte unter dem Ozean. Pabel (Utopia Classics #6), 1979.
- 3 Undersea City (1958)
  - Deutsch: Alarm in der Tiefsee. Übersetzt von Hans Blume. Moewig (Terra #183), 1961. Auch als: Alarm in der Tiefsee. Übersetzt von Leni Sobez. Pabel (Utopia Classics #8), 1979.
- The Undersea Trilogy (1992, Sammelausgabe von 1 bis 3)

Starchild (mit Frederik Pohl)
- 1 The Reefs of Space (1963, 1964)
  - Deutsch: Riffe im All. Pabel (Utopia Zukunft #264), 1966.
- 2 Starchild (1965)
  - Deutsch: Der Sternengott. Moewig (Terra Taschenbuch #125), 1967.
- 3 Rogue Star (1968, 1969)
  - Deutsch: Der Outsider-Stern. Pabel (Terra Taschenbuch #281), 1976.
- The Starchild Trilogy (1977, Sammelausgabe)

The Power of Blackness (Kurzgeschichten)
- The Power of Blackness (1973)
- The Eternity Engine (1975)
- Counterkill (1975)
- The Dark Destroyer (1976)
- The Machines That Ate Too Much (1976)

Cuckoo (mit Frederik Pohl)
- 1 Farthest Star (1975)
  - Deutsch: Objekt Lambda. Pabel (Terra Taschenbuch #303), 1978. Auch als: Sternenfall. In: Der endlose Planet. 1986.
- 2 Wall Around a Star (1983)
  - Deutsch: Sternenwelt. In: Der endlose Planet. 1986.
- Doomship (1973, Kurzgeschichte)
- The Org’s Egg (1974)
- The Saga of Cuckoo (1983, Sammelausgabe von 1 und 2)
  - Deutsch: Der endlose Planet. Bastei Lübbe Science Fiction Bestseller #22089, 1986, ISBN 3-404-22089-7.

Brother to Demons, Brother to Gods
- Stepson to Creation (1977)
- Slave to Chaos (1977)
- Kinsman to Lizards (1978)
- Brother to Demons (1978)
- Brother to Gods (1978)
- Brother to Demons, Brother to Gods (1979, Sammlung)

Eldren
- 1 Lifeburst (1984)
  - Deutsch: Überleben. Übersetzt von Jakob Leutner. Heyne Science Fiction & Fantasy #5040, 1993, ISBN 3-453-06610-3.
- 2 Mazeway (1990)

### Einzelromane
- The Green Girl (1930)
  - Deutsch: Das grüne Mädchen. Utopia-Zukunftsroman #476, 1966.
- The Birth of a New Republic (1931, 1981, mit Miles J. Breuer)
- The Stone from the Green Star (1931, 1999)
- Golden Blood (1933, 1964)
- The Legion of Time (1938, 1952)
  - Deutsch: Die Zeit-Legion. Übersetzt von Walter Ernsting. Pabel (Utopia Grossband #65), 1958. Auch als: Die Zeitlegion. Übersetzt von Peter Glaus. Bastei Lübbe (Bastei Lübbe Science Fiction Abenteuer #23006), 1982, ISBN 3-404-23006-X.
- After World’s End (1939, 1952)
  - Deutsch: Jenseits von Raum und Zeit. Moewig (Terra #27), 1958.
- The Fortress of Utopia (1939, 1998)
- The Reign of Wizardry (1940, 1964)
  - Deutsch: Die Zauberinsel. Pabel (Terra Fantasy #72), 1980.
- Gateway to Paradise (1941, auch als Dome Around America, 1955)
  - Deutsch: Zweimal ging die Welt unter. Übersetzt von Hellmut W. Hofmann. Pabel (Utopia Grossband #43), 1956. Auch als: Die Energie-Kuppel. Übersetzt von Walter Ernsting. Ullstein (Ullstein 2000 #147 (3528)), 1963, ISBN 3-548-03528-0. Auch als: Schutzfeld über Amerika. Balowa / Gebrüder Zimmermann (Balowa Bestseller des Kosmos), 1963.
- Darker Than You Think (1948)
  - Deutsch: Die Herrscher der Nacht. Übersetzt von Hanns Kneifel und Monika Glattler. Moewig (Terra #532), 1967. Auch als: Geschöpfe der Finsternis. Übersetzt von Leni Sobez. Ullstein-Bücher #3581, 1979, ISBN 3-548-03581-7.
- Dragon’s Island (1951, auch als The Not-Men, 1968)
  - Deutsch: Die Drachen-Insel. Übersetzt von Heinz Zwack. Pabel (Utopia Grossband #137), 1960. Auch als: Die Dracheninsel. Moewig (Terra Extra #63), 1965. Auch als: Die Dracheninsel. Übersetzt von Barbara Heidkamp. Bastei Lübbe (Bastei Lübbe Science Fiction Bestseller #22065), 1983, ISBN 3-404-22065-X.
- Star Bridge (1955, mit James E. Gunn)
  - Deutsch: Brücke zwischen den Sternen. Übersetzt von Lothar Heinecke. Widukind / Gebrüder Zimmermann (Widukind Utopia-Spitzenklasse), 1960. Auch als: Moewig (Terra Extra #177), 1968. Auch als: Brücke zwischen den Sternen. Pabel (Utopia Classics #21), 1980.
- Bright New Universe (1967)
  - Deutsch: Der galaktische Kontakt. Pabel (Terra Taschenbuch #313), 1979.
- Trapped in Space (1968)
  - Deutsch: Die Weltraumfalle. Boje (Boje-Weltraumabenteuer), 1974, ISBN 3-414-16590-2.
- The Moon Children (1971, 1972)
  - Deutsch: Die Mondkinder : Science-fiction-Roman. Übersetzt von Sylvia Pukallus. Heyne Science Fiction & Fantasy #3832, 1981, ISBN 3-453-30735-6.
- The Power of Blackness (1976)
  - Deutsch: Die Macht der Dunkelheit. Pabel (Terra Taschenbuch #294), 1977.
- Manseed (1982)
  - Deutsch: Manseed. Heyne Science Fiction & Fantasy #4534, 1988, ISBN 3-453-03124-5.
- Firechild (1986)
  - Deutsch: Aus Feuer geboren. Übersetzt von Marcel Bieger. Bastei-Lübbe-Taschenbuch #24106, 1988, ISBN 3-404-24106-1.
- Land’s End (1988, mit Frederik Pohl)
  - Deutsch: Land’s End. Das Beste (Unterwegs in die Welt von Morgen #142), 1994, ISBN 3-87070-529-9.
- The Singers of Time (1991, mit Frederik Pohl)
- Beachhead (1992)
- Demon Moon (1994)
- The Black Sun (1997)
- The Silicon Dagger (1999)
- Terraforming Earth (2001)
  - Deutsch: Die Endzeit-Ingenieure. Bastei Lübbe Science Fiction #24330, 2004, ISBN 3-404-24330-7.
- The Stonehenge Gate (2005)

### Sammlungen
- One Against the Legion (1967)
  - Deutsch: Einer gegen die Legion. Moewig Science Fiction #3655, 1984, ISBN 3-8118-3655-2.
- The Pandora Effect (1969)
  - Deutsch: Der Pandora-Effekt und andere Stories. Moewig (Terra Nova #151) 1970.
- People Machines (1971)
- The Early Williamson (1975)
- The Best of Jack Williamson (1978)
  - Deutsch: Die besten Stories von Jack Williamson. Moewig (Playboy Science Fiction #6705), 1980, ISBN 3-8118-6705-9.
- The Alien Intelligence (1980)
- Into the Eighth Decade (1990)
- The Prince of Space / The Girl From Mars (1998)
- The Ruler of Fate / Xandulu (1999)
- The Blue Spot and Entropy Reversed (2000)
- Dragon’s Island and Other Stories (2002)
- Seventy-Five: The Diamond Anniversary of a Science Fiction Pioneer (2004)
- The Worlds of Jack Williamson: A Centennial Tribute 1908–2008 (2008)
- Anthology of Sci-Fi V26: The Pulp Writers (2013, mit Charles L. Fontenay)
- Beyond Mars: The Complete Series 1952–1955 (2015, Comic-Strips, mit Lee Elias)

The Collected Stories of Jack Williamson
- 1 The Metal Man and Others (1999)
- 2 Wolves of Darkness (1999)
- 3 Wizard’s Isle (2000)
- 4 Spider Island (2002)
- 5 The Crucible of Power (2006)
- 6 Gateway to Paradise (2008)
- 7 With Folded Hands … And Searching Mind (2010)
- 8 At the Human Limit (2011)

### Kurzgeschichten
- The Metal Man (1928)
  - Deutsch: Der Metallmann. In: Die besten Stories von Jack Williamson. 1980.
- The Alien Intelligence (1929)
- The Girl from Mars (1929, mit Miles J. Breuer)
- The Second Shell (1929)
- The Cosmic Express (1930)
  - Deutsch: Der kosmische Expreß. Übersetzt von Leni Sobez. In: Der Pandora-Effekt und andere Stories. 1970. Auch als: Kosmos-Express. Übersetzt von Andreas Brandhorst. In: Josh Pachter (Hrsg.): Top Science Fiction: Zweiter Teil. Heyne Science Fiction & Fantasy #4517, 1988, ISBN 3-453-02774-4.
- The Prince of Space (1931)
- The Meteor Girl (1931)
- The Lake of Light (1931)
- Through the Purple Cloud (1931)
- The Doom from Planet 4 (1931)
- Twelve Hours to Live! (1931)
- Wolves of Darkness (1932)
  - Deutsch: Wölfe der Finsternis. In: Kurt Luif (Hrsg.): Wölfe der Finsternis. Heyne Allgemeine Reihe #985, 1973.
- The Moon Era (1932)
- The Pygmy Planet (1932)
- Red Slag of Mars (1932, mit Laurence Schwartzman)
- The Lady of Light (1932)
- The Electron Flame (1932)
- The Wand of Doom (1932)
- In the Scarlet Star (1933)
- Salvage in Space (1933)
- “We Ain’t Beggars” (1933)
- The Plutonian Terror (1933)
- Dead Star Station (1933)
  - Deutsch: Die Station des toten Sterns. In: Die besten Stories von Jack Williamson. 1980.
- Terror Out of Time (1933)
- Invaders of the Ice World (1934)
- The Flame from Mars (1934)
- Born of the Sun (1934)
- Xandulu (1934)
- Wizard’s Isle (1934, auch als Lady in Danger, 1945)
- The Galactic Circle (1935)
- Islands of the Sun (1935)
- Grey Arms of Death (1935)
- The Ruler of Fate (1936)
- Death’s Cold Daughter (1936)
- The Great Illusion (1936, Teil 2 von 5)
- Entropy Reversed (1937)
- The Blue Spot (1937)
- The Ice Entity (1937)
- Spider Island (1937)
- The Infinite Enemy (1937)
- The Mark of the Monster (1937)
- The Devil in Steel (1937)
- Released Entropy (1937)
- Dreadful Sleep (1938)
- The Chivaree (1938)
- The Dead Spot (1938)
- The Crucible of Power (1939)
  - Deutsch: Die Feuerprobe der Macht. In: Die besten Stories von Jack Williamson. 1980.
- Nonstop to Mars (1939)
  - Deutsch: Nonstop zum Mars. In: Die besten Stories von Jack Williamson. 1980.
- Passage to Saturn (1939)
- Star Bright (1939)
  - Deutsch: Die Sternschnuppe. In: Isaac Asimov, Martin H. Greenberg (Hrsg.): Die besten Stories von 1939. Moewig (Playboy Science Fiction #6727), 1982, ISBN 3-8118-6727-X.
- The Angel from Hell (1939, auch als Nils O. Sonderlund)
- As in the Beginning (1940)
- Hindsight (1940)
  - Deutsch: Späte Einsicht. In: Isaac Asimov, Martin H. Greenberg (Hrsg.): Die besten Stories von 1940. Moewig (Playboy Science Fiction #6711), 1980, ISBN 3-8118-6711-3.
- Mistress of Machine-Age Madness (1940, auch als Nils O. Sonderlund)
- The Sun Maker (1940)
- Crystal of Death (1940)
- The Girl in the Bottle (1940)
- Racketeers in the Sky (1940)
- Ashes of Iron (1940)
- Darker Than You Think (1940)
- The Star of Dreams (1941)
- The Iron God (1941)
- Backlash (1941)
- Breakdown (1942)
  - Deutsch: Zusammenbruch. In: Martin Greenberg (Hrsg.): 8 Science Fiction-Stories. Heyne (Heyne-Anthologien #8), 1964. Auch als: Breakdown. Übersetzt von Eva Malsch. In: Die besten Stories von Jack Williamson. 1980.
- Conscience, Ltd. (1943)
- Cold Front Coming (1945)
- The Equalizer (1947)
  - Deutsch: Der Equalisator. Übersetzt von Leni Sobez. In: Der Pandora-Effekt und andere Stories. 1970. Auch als: Der Equalizer. Übersetzt von Eva Malsch. In: Die besten Stories von Jack Williamson. 1980.
- The Moon and Mr. Wick (1950)
- Beyond Mars, Book No. 1 (1952)
- Beyond Mars, Book No. 2 (1953)
- The Cold Green Eye (1953)
  - Deutsch: Das kalte grüne Auge. Übersetzt von Leni Sobez. In: Der Pandora-Effekt und andere Stories. 1970. Auch als: Das kalte grüne Auge. Übersetzt von Eva Malsch. In: Die besten Stories von Jack Williamson. 1980. Auch als: Das kalte grüne Auge. Übersetzt von Lore Straßl. In: Josh Pachter (Hrsg.): Top Fantasy: Zweiter Teil. Heyne Science Fiction & Fantasy #4518, 1988, ISBN 3-453-02775-2.
- Hocus-Pocus Universe (1953)
- Operation: Gravity (1953)
  - Deutsch: Operation Schwerkraft. In: Die besten Stories von Jack Williamson. 1980.
- Beyond Mars (1954)
- The Hitch-Hiker’s Package (1954)
- Guinevere for Everybody (1955)
  - Deutsch: Konsumartikel. Übersetzt von Yoma Cap. In: Frederik Pohl, Wolfgang Jeschke (Hrsg.): Titan 2. Heyne Science Fiction & Fantasy #3507, 1976, ISBN 3-453-30397-0. Auch als: Guinevere für jedermann. Übersetzt von Eva Malsch. In: Die besten Stories von Jack Williamson. 1980.
- You Can’t Beat a Marine (1956)
- Beans (1958)
- Second Man to the Moon (1959)
- The Masked World (1963)
- Jamboree (1969)
  - Deutsch: Das Pfadfindertreffen. In: Die besten Stories von Jack Williamson. 1980.
- The Highest Dive (1976)
  - Deutsch: Ein Sprung ins Wasser. In: Die besten Stories von Jack Williamson. 1980.
- Farside Station (1978)
- … All Ye Who Enter Here (1981)
- A Break for the Dinosaurs (1982)
  - Deutsch: Eine Chance für die Dinosaurier. In: Isaac Asimov, Alice Laurance (Hrsg.): Spekulationen. Heyne Science Fiction & Fantasy #4274, 1986, ISBN 3-453-31254-6.
- Seedship (1982)
- Space Family Smiths (1983)
- At the Human Limit (1985)
- The Mental Man (1988)
- The Birds’ Turn (1992)
  - Deutsch: Die Chance der Vögel. In: Ronald M. Hahn (Hrsg.): Der letzte Mars-Trip. Heyne Science Fiction & Fantasy #5166, 1994, ISBN 3-453-07781-4.
- Venus Is Hell (1992)
- The Litlins (1993)
- The Ice Gods (1994)
- Dark Star (1995)
  - Deutsch: Der Dunkelstern. In: Ronald M. Hahn (Hrsg.): Der Dunkelstern. Heyne Science Fiction & Fantasy #5934, 1998, ISBN 3-453-13331-5.
- The Death of a Star (1996)
- The Fractal Man (1996)
- The Firefly Tree (1997)
- The Hole in the World (1997)
- The Purchase of Earth (1998)
- The Story Roger Never Told (1998)
- Terraforming Terra (1998)
- The Pet Rocks Mystery (1998)
- Miss Million (1999)
- Engines of Creation (1999)
- Agents of the Moon (2000)
- Eden Star (2000)
- The Ultimate Earth (2000)
- The Nth Step (2001)
- Nitrogen Plus (2001)
- Afterlife (2002)
- The Planet of Youth (2002)
- Shakespeare & Co. (2002)
- The Man from Somewhere (2003)
- Black Hole Station (2004)
- Devil’s Star (2004)
- Previews of Hell (2004)
- The Crystal Castle (2004)
- The Rajah McCarthy and the Jungle Tomato (2004)
- The Red Beak of Thoth (2004, mit Edmond Hamilton)
- Dream of Earth (2004)
- The Half Men (2005)
- Ghost Town (2005)
- The Cat That Loved Shakespeare (2005)
- The Mists of Time (2006)
- A Christmas Carol (2007)
- The Forbidden Window (2008)
- The Golden Glass (2008)
- The Moon Bird (2008)
- The Planets are Calling (2008)
- Tricentennial Century (2008)

### Sachliteratur
- Science Fiction Comes to College: A Survey of Courses Offered (1971)
- H. G. Wells: Critic of Progress (1973)
- Teaching Science Fiction: Education for Tomorrow (1980)
- Wonder’s Child. My Life in Science Fiction (1984, Autobiografie, erweiterte und aktualisierte Fassung 2005)

### Herausgeber
- Medea: Harlan’s World, 1985 (mit Harlan Ellison)